# アイスコーヒー

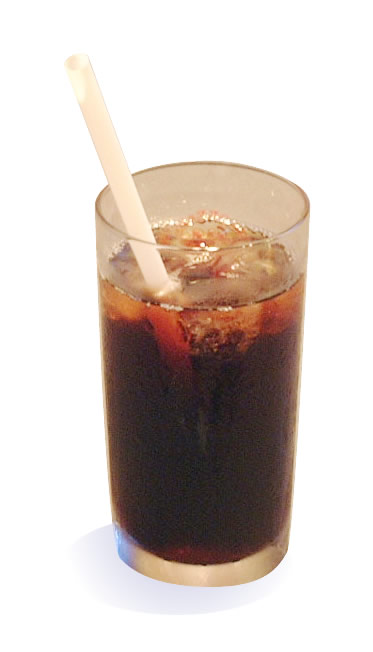
日本のアイスコーヒー

アイスコーヒー（英語: iced coffee, 英語の綴り・発音により忠実に表記するのであればアイストコーヒー）は、冷やしたコーヒー飲料のこと。

## 概要
現在のアイスコーヒーはアイスコーヒー用に焙煎されたコーヒー豆（アラビカ豆が適する）を使用する。深煎りで、中挽きから細挽きが適する。熱いコーヒーの温度を徐々に下げるとタンニンがカフェインと結合し結晶化して白く濁る「クリームダウン現象」が起きるため、コーヒーを抽出したあと氷に注ぐなどして急激に冷やす。氷に注いで冷やす場合は、氷が溶け込んで味が薄くなるので、粉の量を多めにして濃い味のコーヒーを作る。ドリンクバーなど、機械で作る場合は、あらかじめ濃いコーヒーが出るよう設定されていることが多い。また、インスタントコーヒーを使っても作ることができるが、冷水に溶けやすいかどうかは製品によって異なり、少量の熱湯で溶かした方が風味が良い場合もある。
アイスコーヒーに使用する氷には、クラッシュドアイス、ブロックアイス、またはアイスコーヒーを固めたものなどがある。ブロックアイスを使用する店の中には、気泡が少なく、硬い氷にこだわる店もある。時間が経つにつれて氷が溶け込むことによって、コーヒーは薄まってしまうが、アイスコーヒーを凍らせた氷を使えば、溶けてもコーヒーの濃度は変わらない。また、冷媒をガラスやポリエチレンでくるんだ製品を使っても濃度が変わらない。通常、固形や粒状の砂糖は溶けにくいため使用せず、ガムシロップを使用する。アイスコーヒーは、日本では夏に好んで飲まれる。

## 水出しコーヒー
熱湯を使わない水出し抽出は、数時間を要するが、ビンなどで家庭でも作ることができる。水に豆を挽いた粉を浸け置く方法と、豆を挽いた粉に水を点滴する方法がある。前者は簡易な道具で可能だが、後者は専用器具を使うことが多い。ダッチ・コーヒーも参照。

## ヨーロッパなどのアイスコーヒー

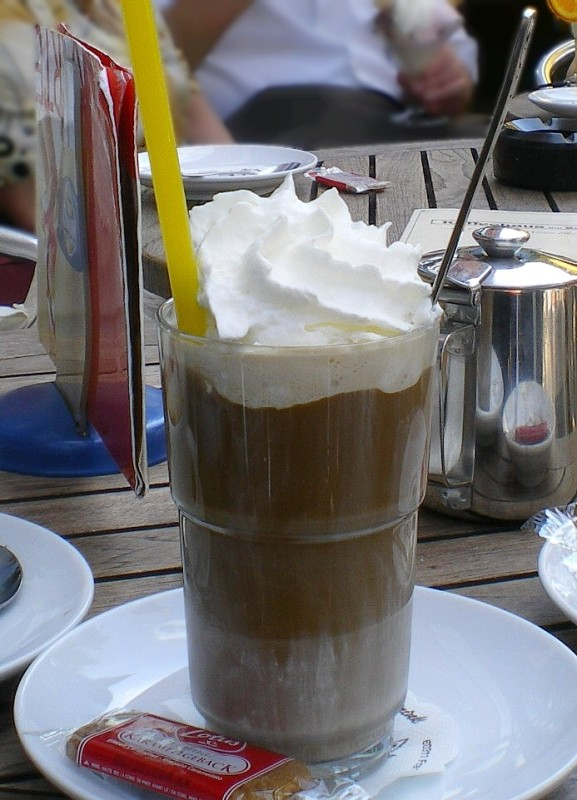
ドイツのアイスコーヒー (Eiskaffee mit Sahne)

英語での表記は「Iced Coffee」もしくは「Cold Coffee」である。文字通り、氷をいれたグラスにホットコーヒーを注ぎ入れたものが、日本のアイスコーヒーに相当する。
現在のマサグランという飲み物は、南フランスでは炭酸水で割ったアイスコーヒーを指し、ノルマンディーではリキュールの代わりにカルヴァドスを混ぜたものを指すが、マサグランはあまり好まれなかったようで、フランス、特にパリのカフェでは普及しなかった。マサグラン以外のアイスコーヒーの飲み方としては、スペインのバレンシアやポルトガルの一部の地方で、氷にエスプレッソを注いでシロップを入れ、分厚いレモンの輪切りを入れて飲む方法があるが、これはスペインやポルトガルでも他地域では一般的ではない。スペインではカフェ・コン・イエロと呼ばれるアイスコーヒーが一般的で、これを注文するとカップ入りのエスプレッソと氷（イエロ）の入ったグラスが出てくるので、砂糖をエスプレッソに入れてよく溶かした後に、そのコーヒーを氷入りグラスに客が自ら注いでアイスコーヒーを作る。ミルクは付いていないので欲しい場合は追加で注文することになる。
ドイツ・オーストリア・イタリア・オーストラリア・チリ・北欧などでは、コーヒー（またはアイスコーヒー）にアイスクリーム、またはさらにホイップクリームも入れたコーヒーフロートのような飲み物があり、夏場のカフェやコーヒーチェーンのメニューに加わっている。
南ヨーロッパにはアイスクリームを入れないアイスコーヒーもあり、たとえばギリシャではインスタントコーヒーの粉と砂糖を入れた器に水を少量入れ、シェイカーや泡立て器で泡立てた後で、氷と水か牛乳を入れて作るカフェ・フラッペ（フラッペ）という飲み物が大変人気がある。ネスレはアイスコーヒーの普及に熱心な会社で、ドイツやイギリスのスーパーマーケット向けに、缶入りのアイスカプチーノを販売している。
1950年代のイタリアが舞台になった映画『ローマの休日』では、アメリカ人記者がオープンカフェでアイスコーヒーを飲むシーンが登場する。映画中では「cold coffee」と表現されている。イタリアのアイスコーヒーはエスプレッソを冷蔵庫に入れて冷たくしたカフェ・フレード（氷を入れない冷やしたエスプレッソ）や、熱いエスプレッソと砂糖と氷をシェイカーに入れてシェイクし泡立てた後に、グラスに注いで提供するカフェ・シェケラートの二種類があるが、夏場のイタリアのバールやカフェのメニューに必ずあるものではない。なおどちらもエスプレッソを味わうための飲み物なので、イタリア人はミルクは入れないでそのまま飲む。

## アジアのアイスコーヒー

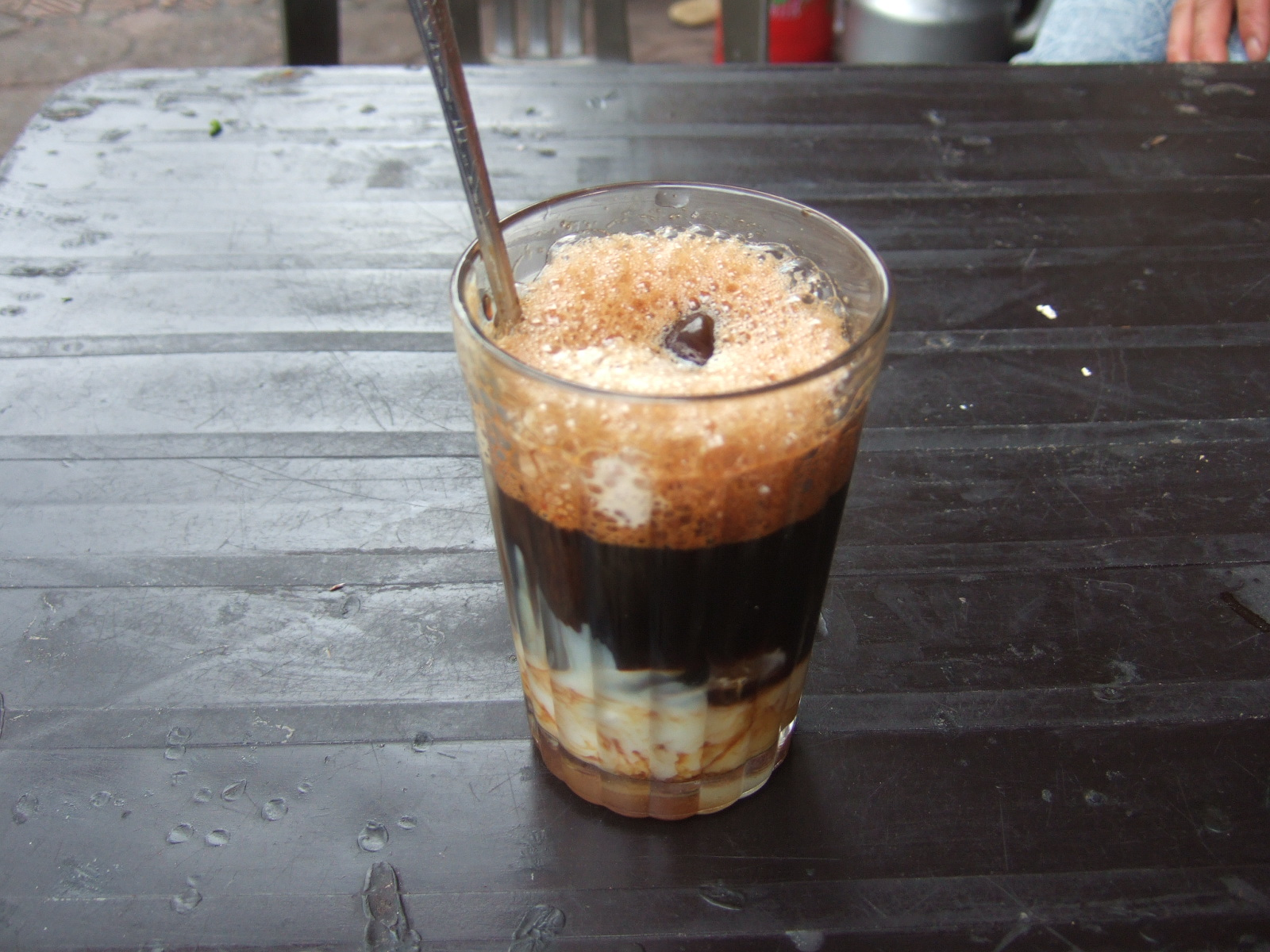
ベトナムのカフェ・シュア・ダー

日本と交流が深い台湾や韓国では昔からコーヒー牛乳があり、比較的早くから日本のアイスコーヒーと同様のものを出す喫茶店も多かったが、本格的に普及したのは1990年代以降である。
香港では茶餐庁と呼ばれる喫茶レストランで、エバミルクとガムシロップを入れた「凍咖啡」（広東語：ドンカーフェー）が好まれている。また、紅茶をブレンドした「凍鴛鴦」（ドンユンヨン）もよく飲まれる。実際に注文する人は少ないが、スペインのようなアイスレモンコーヒー「凍檸啡」（ドンレンフェー）をメニューに載せている店もある。香港では、アイスティーなどと同様に以前からメニューにはあったが、アイスコーヒーが飲まれる機会が増えたのは2000年代以降である。
中国では、元々コーヒーも冷たい飲み物もあまり好まれなかったが、近年台湾系の喫茶店が増えた影響で日本のアイスコーヒーに近い「冰咖啡」（ビンカーフェイ）が飲まれることが広がりつつある。また、ケンタッキーフライドチキンでは最初から砂糖と牛乳を加えたアイスコーヒーにソフトクリームをトッピングした「雪頂咖啡」があり、夏場などに飲まれている。
シンガポールでもエバミルクとガムシロップを入れたアイスコーヒーが飲まれている。福建系華人は閩南語で「咖啡冰」（コピベン）と呼ぶ。マレーシアでは屋台でポリ袋に入れて売ることもあり、「kopi ais」（コピアイス）と呼ばれる。
ベトナムでは加糖練乳をたっぷり入れたベトナムコーヒー「cà phê sữa đá」（カフェ・シュア・ダー）が好まれる。
タイでは大量の砂糖とカルダモンやシナモンなどスパイスを入れる。

## 日本のアイスコーヒー
日本では、明治期にコーヒーを冷やして飲み始めたのが発祥とされる。当時は冷やしコーヒーと呼ばれた。一番古い記録では文筆家石井研堂が、1891年（明治24年）に東京の神田小川町の氷屋で「氷コーヒー」というメニューがあることを自著の『明治事物起原』で紹介しており、大正時代の喫茶店でもメニューに登場しはじめた。永井荷風の一人称小説『濹東綺譚』の「作後贅言」には、「紅茶と珈琲とは……冷却すれば香気は全く消え失せてしまう」「この奇風は大正の初にはまだ一般には行きわたっていなかった」「洋人は今日と雖もその冷却せられたものを飲まない」などとある（1937年刊 青空文庫）。江戸川乱歩の『D坂の殺人事件』には「行きつけのカフェで、冷しコーヒーを啜っていた」「嚢中の乏しいせいもあってだが、洋食一皿注文するでなく、安いコーヒーを二杯も三杯もお代りして」などとある（1923年 青空文庫）。一方、牛乳にコーヒーを入れてビン詰めにしたコーヒー牛乳は、1920年（大正9年）に守山乳業が最初に発売して評判を呼んだ。
全国の喫茶店で一般的になったのは1950年代半ばに入ってからで、本格的に普及したのは1970年代以降である。1980年代初頭までは夏場の飲み物であったが、現在では一年中出している店が増えている。アイスコーヒー用の紙パックに入れた業務用・家庭用のコーヒーが作られているほか、アイス専用の缶コーヒーや、大手コンビニエンスストアの店頭や駅売店などでは専用のマシンでドリップしたアイスコーヒー（氷入りカップに注いで飲む形）も販売されている。
大阪では、かつてはアイスコーヒーのことを「冷コー」（れいコー）と呼ぶ人が多かったが、平成期に入って以降は喫茶店の数が減少したりするなど時代の変化もあり、ほぼ使われなくなっている。

## アイスコーヒーの派生品
- アイスウィンナー（ウィンナ・コーヒー）
- アイスカフェオレ（カフェ・オ・レ）
- アイスカプチーノ（カプチーノ）